# Chiesa della Sacra Famiglia (Calolziocorte)
La chiesa della Sacra Famiglia di Nazareth è il principale luogo di culto cattolico di Pascolo, frazione di Calolziocorte in provincia di Lecco e diocesi di Bergamo; fa parte del vicariato di Calolzio-Caprino.

## Storia
La chiesa di Pascolo di Calolziocorte fu edificata sul luogo dove era presente un'antica cappella votiva intitolata a san Rocco che era stata edificata nel 1849. La prima pietra fu posta il 29 settembre 1912. dal vescovo di Norcia Alberto Scola.
L'edificio fu però costruito in economia con risparmio dei qualità nei materiali e da subito diede segno di instabilità. Nel 1933 vi fu il crollo del soffitto che richiese lavori di ristrutturazione. Nel 1960 fu aggiunta un'ala all'edificio e fu realizzata la nuova presbiteriale.
Il nuovo altare in massello di granito nero svedese fu ultimato e consacrato il 26 maggio 1962 dal vescovo di Norcia Alberto Scola che fece dono delle reliquei dei santi Girolamo Emiliani, Gregorio Barbarigo e Maria Goretti che furono sigillati nella nuova mensa dell'altare. Il vescovo di Bergamo Clemente Gaddi elevò canonicamente la chiesa a parrocchiale il 10 maggio 1968.
Per rispondere all'adeguamento liturgico fu costruito il nuovo altare rivolto verso il popolocon elementi in granito nero.

## Descrizione

### Esterno
L'edificio di culto è preceduto da sagrato di piccole proporzioni che lo collega con la viabile urbana a est via Cavour e sul lato a nord con via Trento. La facciata è tripartita da lesene e contro-lesene e divisa su due ordini da una cornice marcapiano. Le lesene, che formano cinque sfondati, complete di zoccolatura e capitelli d'ordine dorico, reggono nell'ordine inferiore la cornice e in quello superiore il timpano triangolare. Nella parte inferiore vi è l'ingresso principale con paraste e architrave e timpano triangolare terminando con la croce in calcestruzzo. Nell'ordine superiore vi è la finestre atta a illuminare l'aula in cornice modanata di calcestruzzo a tutto sesto. Il frontone termina con il timpano triangolare

### Interno
L'interno è a due navate divise divise in cinque campate da pilastrini in muratura che reggono il soffitto piano. Tre aperture con archi a tutto sesto collegano le due navate. L'arco trionfale precede la zona presbiteriale alzata da due gradini dove è presente l'altare maggiore dedicato alla Sacra famiglia in marmo Bottoncino e verde Alpi. La parte termina con coro absidato e copertura a semi cupola a spicchi. In posizione centrale nel presbiterio è collocato il nuovo altare rivolto verso il popolo.